# Charles Kumi Gyamfi
Charles Kumi Gyamfi (Accra, 4 dicembre 1929 – Accra, 1º settembre 2015) è stato un allenatore di calcio e calciatore ghanese, di ruolo centrocampista e attaccante. Più semplicemente noto come CK Gyamfi.
È considerato il padre del calcio professionistico in Ghana.

## Biografia
Gyamfi completò soltanto gli studi elementari, diplomandosi alla Accra Royal School, nel quartiere di Jamestown, ad Accra.

## Carriera

### Calciatore
Nel 1960, passando Fortuna Düsseldorf, divenne il primo giocatore cresciuto calcisticamente in Africa a militare in una squadra tedesca.

### Allenatore
Con la vittoria casalinga di Ghana 1963, Gyamfi diventò il primo allenatore a condurre il Ghana alla vittoria della Coppa d'Africa. Risulta, a tutt'oggi, il più vincente tra gli allenatori della Nazionale ghanese, essendosi aggiudicato ben tre edizioni della massima manifestazione continentale africana (1963, 1965, 1982). Ha, inoltre, guidato la Nazionale olimpica in due edizioni delle Olimpiadi : 1964 e 1972.

## Palmarès

### Allenatore

#### Nazionale
- Coppa d'Africa: 3  (record condiviso con Hassan Shehata)

Ghana 1963, Tunisia 1965, Libia 1982